# Thu hoạch nội tạng
Thu hoạch nội tạng là một thủ tục phẫu thuật loại bỏ các cơ quan hoặc mô để tái sử dụng, điển hình là ghép tạng. Tại Mỹ, hoạt động này được quy định chặt chẽ bởi United Network for Organ Sharing (UNOS) để ngăn chặn việc phân bổ nội tạng phi đạo đức. Có hơn 110.000 bệnh nhân trong danh sách chờ tại Mỹ để được ghép tạng và trong năm 2016, chỉ có khoảng 33.000 ca ghép tạng được thực hiện. Do không có sẵn nội tạng, khoảng 20 bệnh nhân tử vong mỗi ngày trong danh sách chờ lấy nội tạng. Ghép và phân bổ nội tạng bị sa lầy trong cuộc tranh luận về đạo đức vì sự hạn chế này của các cơ quan để cấy ghép. Tại Hoa Kỳ năm 2016, đã có 19.057 ca ghép thận, 7,841 ca ghép gan, 3.191 ca ghép tim và 2.327 ca ghép phổi được thực hiện.

## Quy định
Thu hoạch nội tạng được quy định chặt chẽ bởi United Network for Organ Sharing (UNOS). Tại Hoa Kỳ, có tổng cộng 58 Tổ chức Mua sắm Nội tạng (OPO) chịu trách nhiệm đánh giá sự ứng cử của các nhà tài trợ đã chết để hiến tạng cũng như điều phối việc mua sắm nội tạng. [2] Mỗi OPO chịu trách nhiệm cho một khu vực địa lý cụ thể và theo quy định của Mạng lưới mua sắm và cấy ghép nội tạng (tiếng Anh: Organ Procurement and Transplantation Network).